# Anicyka Maya
„Anicyka Maya” este un cântec al interpretei moldovence Anna Lesko. Compoziția a fost inclusă pe cel de-al patrulea album de studio al solistei, Ispita. Piesa reprezintă primul extras pe single al materialului și cel de-al șaptelea din cariera lui Lesko, devenind cel mai mare succes al artistei în Romanian Top 100, ocupând locul secund.

## Informații generale
În urma succesului întâmpinat de albumul  Pentru tine, care a fost puternic influențat de muzica rock, Lesko a reintrat în studioul de înregistrări pentru a începe lucrul la cel de-al patrulea material discografic de studio din cariera sa. La finele anului 2005 a început promovarea unui nou produs discografic de studio, Ispita, ce a fost precedat de lansarea unui extras pe single. Cântecul, intitulat „Anicyka Maya”, a fost compus de Laurențiu Duță și conține influențe rusești, adăugate la cererea artistei. Înregistrarea a beneficiat de un videoclip și de o campanie de promovare, aspecte ce au facilitat ascensiunea sa în clasamente. La scurt timp de la lansarea sa, piesa a urcat în top 10 în ierarhia Romanian Top 100, ocupând locul secund timp de o lună de zile și devenind cel mai mare succes al solistei în ierarhia oficială din România. Compoziția a primit o nominalizare la gala premiilor MTV Romanian Music Awards 2006, la categoria „Cea mai bună piesă”, însă trofeul a fost ridicat de formația Morandi, pentru șlagărul „Beijo (Uh la la)”. Grație succesului experimentat de „Anicyka Maya”, albumul a fost recompensat cu un disc de aur pentru vânzările înregistrate pe teritoriul României, mai precis, peste 10.000 de unități comercializate.
„Anicyka Maya” a fost lansat și în format digital, urmându-și în acest sens predecesorii „Pentru tine”, „Nu mai am timp” și „Lasă-mă să cred”.

## Clasamente
| Țară (clasament)           | Poziția maximă | Referință |
| -------------------------- | -------------- | --------- |
| România (Romanian Top 100) | 2              | [ 3 ]     |